# Morgenia modulata
Morgenia modulata är en insektsart som beskrevs av Karsch 1896. Morgenia modulata ingår i släktet Morgenia och familjen vårtbitare. Inga underarter finns listade i Catalogue of Life.